# Ostvorpommern (district)
Districtul Ostvorpommern este un Kreis în landul Mecklenburg-Pomerania Inferioară, Germania.